# 顧廉
顧廉（1505年—？），字惟簡，浙江紹興府餘姚縣人，民籍，明朝政治人物。

## 生平
嘉靖十年（1531年）辛卯科浙江鄉試第三十名舉人。嘉靖十四年（1535年）中式乙未科會試第四名，登第三甲第四名進士。官大理寺評事。

## 家族
曾祖顧駿，贈府通判；祖父顧蘭，府同知；父顧達，母徐氏；繼母錢氏。重庆下。